# Николаенок, Гарри Васильевич
Гарри Васильевич Николаенок (14 сентября 1937, Минск — 14 марта 2022, Вильнюс) — советский и белорусский тренер по греко-римской борьбе, заслуженный тренер СССР и БССР.

## Биография
Родился в 1937 году. Закончил Белорусский государственный институт физической культуры. Почётный мастер спорта СССР

## Известные ученики
- Зубков, Владимир Анатольевич
- Прокудин, Михаил Васильевич

## Награды и звания
- Заслуженный тренер БССР (1971)
- Заслуженный тренер СССР (1971)